# NGC 688
NGC 688 is een balkspiraalstelsel in het sterrenbeeld Driehoek. Het hemelobject werd op 16 september 1865 ontdekt door de Duits-Deense astronoom Heinrich Louis d'Arrest.

## Synoniemen
- PGC 6799
- UGC 1302
- IRAS01478+3502
- MCG 6-5-15
- ZWG 522.20
- MK 1009
- KUG 0147+350